# مهره خوجیان
مهره خوجیان (به انگلیسی: Khojian Ka Mohra) یک شهر در پاکستان است که در اسلام‌آباد واقع شده‌است. مهره خوجیان ۵۶۸ متر بالاتر از سطح دریا واقع شده‌است.